# بخش سدر، شهرستان مارتین، مینه سوتا
بخش سدر (به انگلیسی: Cedar Township) یک منطقهٔ مسکونی در ایالات متحده آمریکا است که در شهرستان مارتین، مینه‌سوتا واقع شده‌است.
 بخش سدر ۹۲٫۷ کیلومتر مربع مساحت و ۲۶۰ نفر جمعیت دارد و ۳۷۸ متر بالاتر از سطح دریا واقع شده‌است.